# Кавријана
Кавријана (итал. Cavriana) је насеље у Италији у округу Мантова, региону Ломбардија.
Према процени из 2011. у насељу је живело 2394 становника. Насеље се налази на надморској висини од 147 м.

## Становништво
| 1936. | 1951. | 1961. | 1971. | 1981. | 1991. | 2001. | 2011. |
| ----- | ----- | ----- | ----- | ----- | ----- | ----- | ----- |
| 3.526 | 3.791 | 3.278 | 3.245 | 3.483 | 3.484 | 3.668 | 3.911 |